# Puzino (Oblast' autonoma ebraica)
Puzino (in lingua russa Пузино) è un centro abitato dell'Oblast' autonoma ebraica, situato nell'Oktjabr'skij rajon.